# Quinto Imperio

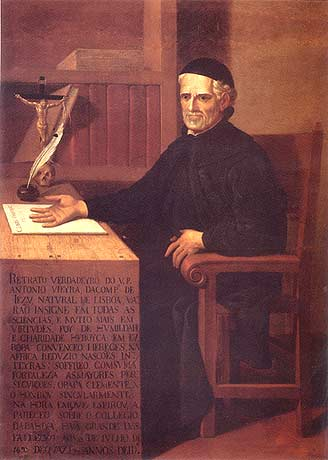
El padre António Vieira en un retrato anónimo de comienzos del. Casa Cadaval, Muge, Portugal.

Quinto imperio se refiere a una profecía mesiánica de raíces sebastianistas del escritor jesuita portugués educado en Brasil António Vieira.
Inspirándose en las profecías mesiánicas del hereje monje calabrés Joaquín de Flora (1135-1202), del bardo portugués Bandarra y del posterior Sebastianismo que originó, profetiza la instauración del Reino de Dios sobre la tierra por medio de un príncipe portugués que liquidaría a los enemigos de la fe (los turcos) y conquistaría Tierra Santa. Realizado esto, crearía un reino feliz de mil años o Milennium, prometido en el Apocalipsis, que abarcaría a todas las razas y a todas las culturas.
Según el historiador brasileño José Murilo de Carvalho:

"Esta creencia está basada en el mito original del Milagro de Ourique. Según este mito, Cristo se le apareció al príncipe Afonso Henriques antes de la batalla de Ourique en 1139, en la que el portugués encaró y derrotó a cinco reyes moros. Junto con la promesa de la victoria, Cristo habría prometido también que sus descendientes levantarían un imperio con la misión de propagar su nombre entre las naciones. Una señal notable de la fuerza de esta creencia es el hecho de que Vasco da Gama, el navegante portugués que descubrió la ruta marítima a la India, llevó consigo las cartas del legendario Preste Juan, el rey-sacerdote del paradisíaco reino imaginario de Etiopía.
António Vieira en un curioso libro llamado Historia del Futuro, pretendía descubrir a los portugueses, que habían descubierto el mundo, el secreto de su futuro. Sostenía que Portugal estaba destinado por Dios a regir un Quinto Imperio, que sucedería a los imperios egipcio, asirio, persa y romano. En este Quinto Imperio, universal y cristiano, "todos los reinos se unirían bajo un mismo cetro, todas las cabezas obedecerían a una sola cabeza suprema, todas las coronas se reunirían en una diadema". El mito del imperio prometido estaba normalmente relacionado con la creencia mesiánica en el retorno del rey Sebastián, muerto a los 24 años en la batalla de Al Kasr al Kebir en Marruecos, en 1578. Según esta leyenda, él volvería para restablecer el reino o para fundar uno nuevo. Tres siglos más tarde, al terminar el siglo XIX, el mito mesiánico del retorno del rey Sebastián todavía estaba vivo entre los campesinos brasileños. Canudos era uno de los ejemplos de esta pervivencia.
A finales del siglo XVIII, como consecuencia de la potencial amenaza napoleónica de invadir Portugal, la idea de trasladar el trono monárquico a Brasil comenzó a ser alimentada por algunos estadistas portugueses. Rodrigo de Souza Coutinho, el principal valedor de la idea, asoció el traslado a la visión de un nuevo imperio. En 1803 habló de crear "un poderoso imperio en Brasil", proyecto visto con agrado por los ingleses. Cuando, de hecho, la corte portuguesa se trasladó a Río de Janeiro en 1808, como consecuencia de la invasión de Portugal por el ejército de Junot, la idea se convirtió en una posibilidad concreta. A la llegada a Brasil del príncipe Juan, se habló de la posibilidad de levantar un imperio que "en un futuro no muy distante ocuparía su lugar entre los primeros poderes del universo."

El persuasivo sueño literario, con fondo de utopía, del padre Vieira, que le valió las molestias de la Inquisición, fue heredado por los saudosistas, los sebastianistas y por el poeta Fernando Pessoa en su Mensagem.